# Домінат
Домінат (лат. dominus «пан» відносно раба) — форма правління у Стародавньому Римі, що прийшла на зміну принципату, встановлена Діоклетіаном (роки правління 284 — 305). У домінат включають період тетрархії.
Словом «домінат» звичайно позначають період історії Стародавнього Риму з IV по VI століття. По-іншому його можна назвати період «пізньої античності». Вважають, що термін «домінат» походить від звичайного для того часу звернення до імператора — «пан і бог» (dominus et deus). Домінат став наступним етапом поступової трансформації Римської республіки в монархію з необмеженою владою імператора. У період принципату старі республіканські інститути зберігалися, і формально продовжували діяти, а керівник держави — принцепс («перший»), вважався лише першим громадянином республіки. У період домінату сенат перетворюється на орган з декоративними функціями. Основним титулом керівника держави замість «принцепс» (перший громадянин) і «імператор» (спочатку почесний титул воєначальників) стає «август» («священний») і «домінус» («пан», малося на увазі, що всі інші є його рабами).
Засновником системи домінату звичайно вважається імператор Діоклетіан. Він встановив при своєму дворі звичаї, запозичені зі Сходу. Основним центром влади став бюрократичний апарат, орієнтований на особистість — Домінус. Комітет, який відав збором податків, при цьому називався комітетом «священних (тобто імператорських) щедрот» (лат. sacrarum largitionum). Імператор ухвалював закони імперії, призначав чиновників усіх рівнів та багатьох офіцерів армії. До запровадження в імперії християнства він мав титул Верховного понтифіка, тобто був головним жерцем.